# Ernst Braune (Politiker, 1853)
Ernst Braune (* 29. Dezember 1853 in Friedeburg (Saale); † 24. Februar 1942 in Radeberg) war ein Konsumgenossenschafter und sozialdemokratischer Kommunalpolitiker in Radeberg.

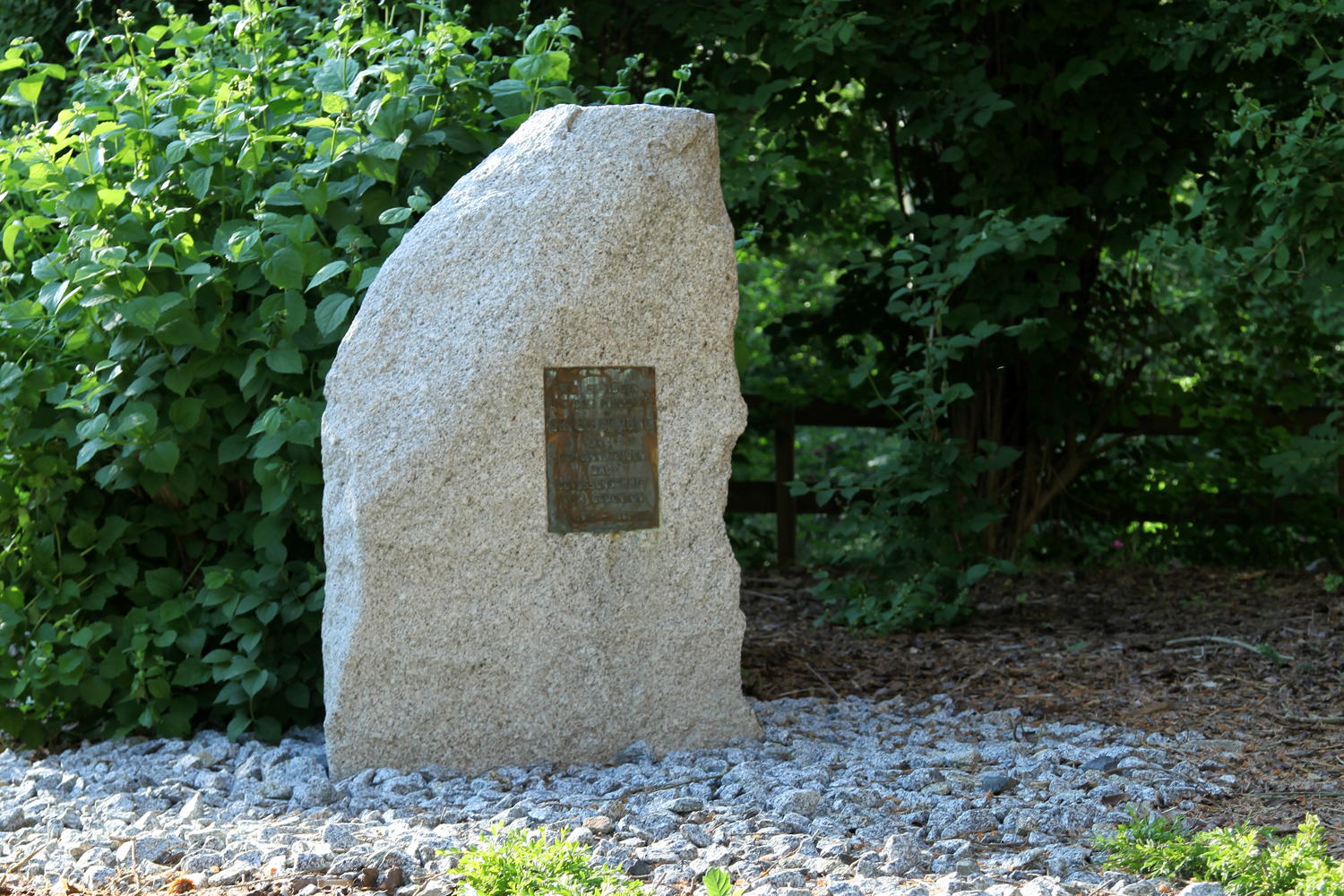
Gedenkstein für Ernst Braune in Radeberg

## Leben
Braune war der Sohn eines Bergarbeiters. Er besuchte die Volksschule und lernte anschließend das Müllerhandwerk. Dann ging er auf die Gesellenwanderschaft durch Deutschland. In den 1880er Jahren war er Inhaber eines Geschäfts in Freiberg. Danach wurde er 1894 Lagerhalter im Konsumverein Pieschen und von 1898 bis 1920 in Radeberg. Als Lagerhalter der Konsumverkaufsstelle erwarb er das Bürgerrecht in Radeberg. Im Jahr 1896 trat er der Sozialdemokratischen Partei Deutschlands bei. 1905 wurde er als erstes SPD-Mitglied in den Radeberger Stadtrat gewählt. Braune war von 1919 bis 1920 Mitglied der Sächsischen Volkskammer.
Er stieg zum Mitglied des SPD-Landesvorstands in Sachsen auf, wurde nach der Machtergreifung der Nationalsozialistischen Deutschen Arbeiterpartei (NSDAP) im Jahr 1933 verhaftet und zur Aufgabe seiner politischen und gemeinnützigen Tätigkeit gezwungen.
Im Jahr 1912 gründete Braune die Gemeinnützige Wohnungsbaugenossenschaft Radeberg (heute Wohnungsbaugenossenschaft Radeberg), die unter anderem die heute nach ihm benannte „Ernst-Braune-Siedlung“ als Arbeitersiedlung erbaute. Eine Straße in dieser Siedlung trägt ihm zu Ehren den Namen Ernst-Braune-Straße.